# 新城A區北站
ES3站（葡萄牙語：Estação ES3）是澳門輕軌東線的中途站，位於新城A區（東區—2）中央綠廊中部下方，並設置為地底車站。車站工程於2023年10月20日正式動工，預計2029年啟用。

## 車站結構

### 樓層分佈
據澳門特別行政區政府代表於2022年10月18日到澳門立法會介紹上，公共建設局局長林煒浩表示，新城A區（東區—2）設有三座車站並包括本站，全部地下車站方式建造，本站位於新城A區的北面的公共房屋群內。為兩層地庫的地下車站，位於新城A區中央綠廊下方，兩側為經濟房屋B4、B5、B9和B10地段，均為興建或規劃中，並設有兩個出入口。地庫一層為票務層，地庫二層為東線月台。據承建商聯營體介紹，本站為明挖法施工的地下兩層島式月台車站，列車月台設有幕門。
| 地面層            | 出入口 | 中央綠廊（A、B出入口） |   |  |
| 地庫一層          | 票務層 | 客務中心、自助售票機、洗手間、商鋪                                                                                             |   |  |
| 地庫二層          | 月台層 | \| \| \| 東線往氹仔碼頭（新城A區中） \| 2 \| \| \| 島式 · 開右邊车门 \| \| \| \| \| \| \| 1 \| 東線往關閘（東方明珠） \| \| \| |   |  |
|                   |        | 東線往氹仔碼頭（新城A區中） | 2 |  |
| 島式 · 開右邊车门 |        | |   |  |
|                   | 1      | 東線往關閘（東方明珠） |   |  |

### 出入口
設有兩座出入口往返新城A區中央綠廊北面，以及經濟房屋B4、B5、B9及B10地段。

## 歷史

### 規劃
2014年，澳門半島線（輕軌一期澳門半島段）出現工程延誤，加上澳門半島路段引起社會爭議並作出修改。時任運輸工務司司長劉仕堯出席澳門立法會會議回應議員提問時，指政府亦正逐步計劃支線及遠期線路，包括東線，並於新城A區內設有四座車站。
2020年9月，澳門特區政府公佈《澳門特別行政區城市總體規劃 (2020-2040)》草案及《輕軌東線方案》公開咨詢，為期60日。咨詢文本中計劃於新城A區中央綠廊北至南設3座地下車站並包括本站。
2022年10月18日，政府跨部門代表列席立法會介紹東區-2詳細規劃草案和輕軌東線工程，並落實興建該線以及公佈新城A區三座車站的初步設計。

### 招標與開標
2022年10月26日，澳門輕軌東線設計連建造工程進行公開招標，並分為南段及北段，本站作為北段設計連建造工程的一部分。
2023年2月14日，輕軌東線北段設計連建造工程於公共建設局進行公開開標，共收到6份標書。項目爭取於2023年下半年動工。經開標程序後，所有標書被接納。工程造價介乎澳門幣44億7千3百萬至澳門幣51億3千6百多萬，總工期(設計連施工)全部為1350工作天。工程包括興建本站和連接ES2站和ES4站的雙孔盾構隧道。
2023年10月20日，輕軌東線工程全線正式開工建設，本站同時正式興建。

## 外部連結
公共建設局 - 輕軌東線北段設計連建造工程 （页面存档备份，存于）